# (22416) 1995 UC47
1995 يو سي 47 (ويعرف أيضًا باسم (22416) 1995 يو سي 47 وفق تسمية الكوكب الصغير) (بالإنجليزية: 1995 UC47)‏ هو كويكب ضمن حزام الكويكبات؛ وترتيبه 22416 من حيث الاكتشاف.
اكتُشف هذا الجُرم الفلكي بواسطة Kin Endate ‏ في 28 أكتوبر 1995.

## وصلات خارجية
- (22416) 1995 UC47 في قاعدة بيانات مختبر الدفع النفاث لأجرام النظام الشمسي الصغيرة

- الاكتشاف · مخطط المدار ·  العناصر المدارية · المعلمات المادية

- (22416) 1995 UC47 على موقع ويكي سكاي: DSS2, SDSS, GALEX, IRAS, Hydrogen α, X-Ray, Astrophoto, Sky Map, Articles and images